# Placenta
Placenta (z latiny, česky též plodové nebo mateřské lůžko) je dočasný orgán, který vzniká v děloze březí samice placentálních savců. Na jeho vzniku se podílí jak tkáně plodu (konkrétně část jeho obalů), tak i děložní sliznice matky (chorion frondosum s terciárními choriovými klky vrůstajícími do intervilózního prostoru – choriová ploténka).

## Typy placent
Podle rozmístění klků se rozlišují:
- difúzní placenta (placenta diffusa) – klky jsou vyvinuté na celém povrchu choria (např. kůň, prase)
- kotyledonová placenta (placenta cotyledonata s. multiplex) – klky jsou vyvinuty v urč. okrscích (např. přežvýkavci)
- pásová placenta (placenta zonaria) – klky jsou uspořádané v pásu kolmo na podélnou osu choriového vaku (šelmy)
- diskoidální placenta (placenta discoidea) – klky na povrchu choria uspořádány v kruhu či terči (např. primáti či hlodavci)

Dále se dělí placenty podle toho, jak intimně jsou spojeny klky s děložní sliznicí. Pokud je toto spojení jen volné, někdy se placenta označuje jako nepravá čili semiplacenta. Obecně se z tohoto hlediska dělí placenty do těchto typů:
- placenta epiteliochorialis – vlastně semiplacenta, choriové klky pronikají pouze do prohlubní v sliznici; jinak je však krevní oběh matky a plodu oddělen velice důkladně (šesti vrstvami), např. kůň a prase
- placenta syndesmochorialis – choriové klky pronikají do pruhlubní v placentě až k epitelu děložní sliznice; zde místy vytvářejí plazmodiální tkáň (či spíše syncytium); např. přežvýkavci
- placenta endoteliochorialis – choriové klky již vrůstají hlouběji do sliznice matky, pronikají epitelem dělohy i vazivem; typické pro pásovou placentu šelem
- placenta hemochorialis – choriové klky prorůstají ještě hlouběji a narušují i endotel cév matky; tím se epitel klků začne omývat krví matky (např. primáti či hlodavci).

## Lidská placenta

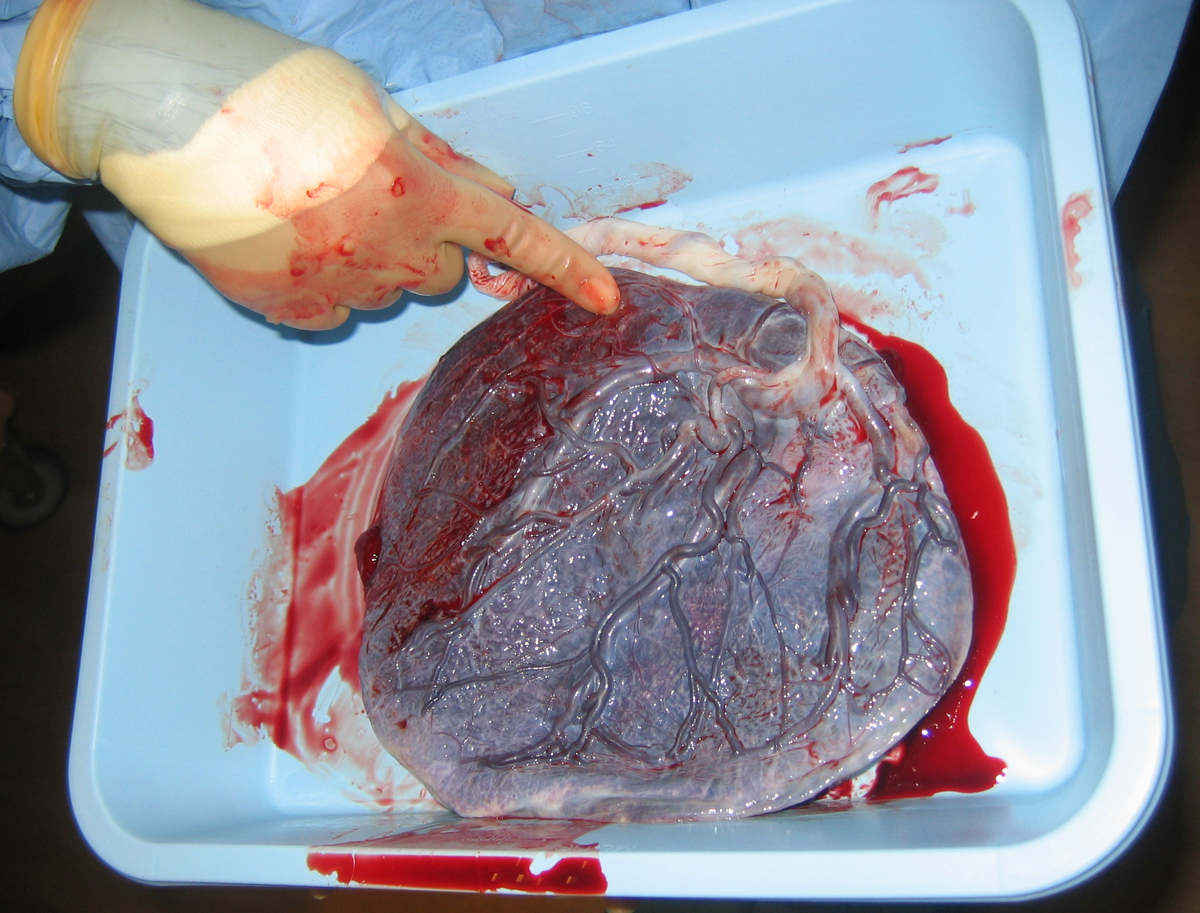
Lidská placenta

Lidská placenta (v břiše)

Plně vzrostlá placenta člověka dosahuje průměru 20 cm a hmotnosti až 0,5 kg. Uprostřed placenty je výduť o velikosti 2,5 centimetru. Za normálních podmínek je placenta uložena v horní části dělohy a je vypuzena z dělohy během třetí doby porodní.

## Funkce
Plod je k placentě připoután pupečníkem, jehož hlavní funkcí je zajistit plodu přívod kyslíku a živin a odvod zplodin jeho metabolismu. Placenta je také důležitá jako zdroj hormonů nezbytných pro udržení těhotenství (např. gestageny, hCG, HPL). Důležitý je také význam imunologický, díky placentě totiž imunitní systém matky nepoškodí plod, který by jinak byl jako imunologicky cizí těleso imunitou matky napadán.
Lidská placenta produkuje tyto hormony:
- Choriogonadotropin: Tento hormon je po chemické stránce glykoprotein. Začíná se tvořit už 10. den po oplození. Působí na žluté tělísko tak, že nezaniká, naopak se zvětšuje a stupňuje tvorbu progesteronu a estrogenů a mění se na žluté tělísko těhotenské. Jakmile se placenta zcela vyvine[zdroj?], tvorba choriogonadotropinu ustane a žluté tělísko těhotenské zanikne a tvorbu estrogenů a progesteronu převezme placenta. Choriogonadotropin přechází do moče těhotné ženy. Na jeho přítomnosti v moči jsou založeny domácí těhotenské testy.
- Placentální laktogen: Placentální laktogen je hormon bílkovinné povahy. Po chemické, imunologické a biologické stránce je podobný růstovému hormonu. Tvoří se již od prvního měsíce těhotenství a jeho produkce se zvyšuje až do termínu porodu. Placentální laktogen má vliv na růst plodu, na mléčné žlázy, stimuluje tvorbu mléka a ovlivňuje bílkovinný metabolismus plodu. Dá se prokázat v krvi matky. Zkoumáním hladiny placentálního laktogenu se posuzuje správná funkce placenty.
- Estrogeny: mezi estrogeny patří estron, estradiol a estriol. V prvních týdnech těhotenství jsou tvořeny žlutým tělískem těhotenským, asi od třetího měsíce těhotenství pak placentou. Vylučují se močí. Na základě hladiny estrogenů v moči se posuzuje správný průběh těhotenství (správná funkce placenty a vývoj plodu). V termínu porodu by mělo být denní množství estrogenů v moči 30–50 mg. Estrogeny (zejména estron a estradiol) ovlivňují růst dělohy v těhotenství a růst mléčné žlázy. Jsou v krevním oběhu každé ženy, ale v období těhotenství je jejich tvorba výrazně vyšší. Jejich vysoké hladiny utlumí tvorbu hormonů, které ovlivňují vaječníky. Proto v době těhotenství nedozrávají další folikuly a dojde k vynechání menstruace.
- Progesteron: stejně jako estrogeny je i progesteron tvořen zpočátku těhotenství žlutým tělískem těhotenským, později placentou. Působí na děložní sval tak, že snižuje jeho tonus. Stimuluje růst mléčné žlázy.

## Patologie
Medicína rozeznává celou řadu odchylek nebo patologií – např. adherující placenta, placenta bipartia, uskřinutá placenta atd.